# Ondes
Ondes är en kommun i departementet Haute-Garonne i regionen Occitanien i södra Frankrike. Kommunen ligger i kantonen Grenade som tillhör arrondissementet Toulouse. År 2022 hade Ondes 815 invånare.

## Befolkningsutveckling
Antalet invånare i kommunen Ondes
Referens:INSEE